# Ефект солдата, що повертається
Ефект солдата, що повертається (англ. returning soldier effect) — феномен, в основі якого лежить припущення, що під час та одразу після воєн народжується більше хлопчиків. Цей ефект є одним з багатьох факторів, які впливають на співвідношення статей. Його було особливо помітно по всьому світу під час та одразу після обидвох світових війн.
Цей феномен багаторазово помічали ще з середніх віків, але до кінця 19-го сторіччя не було спроб пояснити його науково. В 1899 році австралійський лікар Артур Дейвенпорт висунув гіпотезу, що причиною є різниця між поганим станом здоров'я солдатів, які повертаються, і хорошим станом їх дружин. Дослідження опубліковане в 1954 році Браяном МакМегоном та Томасом П'югом показало, що співвідношення статей серед новонароджених білих в США різко змінилось на користь хлопчиків між 1945 та 1947 роками, з піком в 1946 році, тобто одразу після Другої світової війни.
В 2007 році британський біолог Сатоші Каназава опублікував наукову роботу, в якій висунув теорію, що цей ефект спричинений тим, що солдати із великим зростом частіше виживають в боях, і тим, що у високих батьків частіше народжуються сини, ніж дочки. В цій роботі він вивчав документацію британської армії часів Першої світової війни, і виявив, що солдати, які вижили в боях були приблизно на дюйм вищими за полеглих побратимів. Також, висувалися й інші можливі генетичні причини. Є теорія, що ефект солдата, що повертається, спричинений гормональними змінами у жінок під час війни, оскільки вони схиляються до того щоб "брати на себе більш домінантні ролі".
Американський дослідник Вільям Джеймс, в своїй роботі 2008 року, висунув як можливу причину ефекту велику кількість статевих актів між демобілізованими солдатами і їх дружинами, одразу по їх поверненню додому. Крім того, він звернув увагу на зменшення кількості народжених хлопчиків, зафіксоване в Ірані під час Ірано-Іракської війни, "що пояснювалося фізіологічними стресами, через що вагітні жінки непропорційно частіше робили аборти коли були вагітні хлопчиками".
Нормальним співвідношенням статей серед новонароджених вважається 1.03-1.06 хлопців до дівчат. Воно є таким щоб компенсувати більшу дитячу смертність серед хлопчиків, ніж дівчаток, а також той факт, що дорослі чоловіки частіше стають жертвами нещасних випадків, ніж дорослі жінки.